# 십자매 선생
"십자매 선생"은 한국에서 제작된 임권택 감독의 1964년 영화이다. 김승호 등이 주연으로 출연하였고 신상옥 등이 제작에 참여하였다.

## 출연

### 주연
- 김승호
- 주증녀
- 황정순

## 기타
- 원작자: 조흔파
- 조명: 정원조
- 미술: 홍성칠